# Гейнор, Пит
Питер Томас Гейнор (англ. Peter Thomas Gaynor; род. 1958) — и. о. министра внутренней безопасности США (2021).

## Биография
В 1977 году записался в морскую пехоту по окончании средней школы в своём родном Уорике (штат Род-Айленд). В 1982 году поступил в Род-Айленд-колледж, в 1986 году окончил его со степенью бакалавра и вернулся в морскую пехоту, продолжив службу офицером. После терактов 11 сентября 2001 года участвовал в восстановлении Центра специальных операций ВМС США. В ходе Иракской войны отвечал за действия в чрезвычайных ситуациях, в том числе в спасении экипажей сбитых самолётов и вертолётов. В 2007 году окончил военную службу в звании подполковника и возглавил подразделение Агентства по управлению в чрезвычайных ситуаций в Провиденсе, с 2015 года руководил Агентством по чрезвычайным ситуациям штата Род-Айленд (RIEMA), в конце 2018 года президент Трамп назначил Гейнора заместителем директора Федерального агентства.
Двадцать шесть лет отслужил на офицерских должностях в морской пехоте и в пехоте, в том числе некоторое время отвечал за безопасность загородной резиденции президентов США Кэмп-Дэвид. В январе 2020 года утверждён Сенатом США на посту директора Федерального агентства по управлению в чрезвычайных ситуациях (FEMA).
11 января 2021 года исполняющий обязанности министра внутренней безопасности США Чед Вулф ушёл в отставку, и его сменил Гейнор.